# Neli Sabour
Neli Sabour (persisch نلی صبور; * 11. September 1993 in Dallas, Dallas County, Texas) ist eine US-amerikanische Schauspielerin.

## Leben
Sabour wurde am 11. September 1993 in Dallas als Tochter iranischer Einwanderer geboren. Sie wuchs mit Englisch und Persisch als Muttersprachen bilingual auf. Daneben spricht sie außerdem Spanisch. Sie studierte an der University of Texas at Austin Public Health, die sie mit dem Bachelors of Science verließ. Später erwarb sie ihren Masters in Business Administration in Healthcare Content Management an der University of Texas at Tyler. Später ging sie nach Los Angeles, wo sie mehrere Schauspielkurse besuchte. Sie wirkte an Stücken des Art Centre Theatre mit.
2015 gab Sabour ihr Schauspieldebüt im Kurzfilm Against the Borlous Empire. 2017 spielte sie eine der Hauptrollen im Kurzfilm Bedtime. 2020 folgte eine Rolle im Kurzfilm Rogue, der unter anderen am 9. April 2021 auf dem Seattle International Film Festival gezeigt wurde. 2022 spielte sie die Rolle der Archäologin Dr. Adrian Quinn im Film Thor: God of Thunder, einem Mockbuster zu Thor: Love and Thunder mit Chris Hemsworth und Natalie Portman in den Hauptrollen. Im selben Jahr spielte sie die Nebenrolle der Andrea im Film Bullet Train Down, einem Mockbuster zu Bullet Train mit Brad Pitt in der Hauptrolle. Außerdem war sie 2022 in der größeren Rolle der Heidi Quince im Film Alien Space Battle zu sehen.

## Filmografie (Auswahl)
- 2015: Against the Borlous Empire (Kurzfilm)
- 2017: Bedtime (Kurzfilm)
- 2020: Rogue (Kurzfilm)
- 2022: Thor: God of Thunder
- 2022: Bullet Train Down
- 2022: Alien Space Battle (Attack on Titan)

## Theater (Auswahl)
- It’s A Wonderful Life, Regie: Michael Christian, Art Centre Theatre
- Think Twice, Regie: Lindey Humphries, Art Centre Theatre